# 박헌오 (1949년)
박헌오(朴憲晤, 1949년 10월 13일 ~ )는 대한민국 시인 겸 수필가이자 서예가이며 前 행정가이다. 호(號)는 선재(仙齋). 그는 충청남도 예산에서 출생하였고 지난날 한때 충청남도 천안에서 잠시 유아기를 보낸 적이 있으며 그 후 충청남도 대전에서 성장하였다.

## 주요 이력

### 경력
- 대전광역시 의회 사무처 의사담당관(2000년 ~ 2001년)
- 대전광역시 의회 사무처 총무담당관(2001년 ~ 2002년)
- 대전충남행정공무원연합연수원 예하 부원장(2002년 ~ 2008년)
- 대전문화재단 예하 대전문학관 초대 관장.

## 학력
- 대전신탄진국민학교 졸업
- 충남중학교 졸업
- 충청남도 대전상업고등학교 졸업
- 대전 충남경상전문대학 경영학과 전문학사

## 저서·문집

### 문학평론
- 《호서 지방 문학, 시간 속의 향기》 ... (민음사 - 2009년 2월)

## 같이 보기
- 신석초
- 원종린
- 김희수
- 손기섭
- 송백헌
- 백승탁
- 이상용
- 오원균
- 김신호
- 홍석천